# Winter Sports 2: The Next Challenge
Winter Sports 2: The Next Challenge é uma simulador multi-esportivo de inverno lançado em 2008 para o Xbox 360, PlayStation 2, Wii e DS.Ele foi desenvolvido por 49 jogos e é a seqüencia
de Winter Sports: The Ultimate Challenge . O jogo oferece 16 esportes de inverno em 10 diferentes disciplinas, com 16 países representados.

## Esportes e eventos
| Biatlo                  | homens                        |                               |                |
| Bobsleigh               | duas mulheres                 | quatro homens                 |                |
| Curling                 | mulheres                      |                               |                |
| Esqui alpino            | Super-G                       | slalom                        | slalom gigante |
| Luge                    | mulheres                      |                               |                |
| Patinação artística     | mulheres                      |                               |                |
| Patinação de velocidade | 500m                          | 1500m                         |                |
| Salto de esqui          | Pista normal individual (K90) | Pista longa individual (K120) |                |
| Skeleton                | mulheres                      |                               |                |
| Snowboard               | homens                        |                               |                |

## Países representados
| Áustria   | Alemanha    | Países Baixos | Espanha        |
| Canadá    | Reino Unido | Noruega       | Suécia         |
| Finlândia | Itália      | Polónia       | Suíça          |
| França    | Japão       | Rússia        | Estados Unidos |